# Arbeca
Arbeca település Spanyolországban, Lleida tartományban. Arbeca Maldà, Belianes, Miralcamp, Vilanova de Bellpuig, Els Omellons, La Floresta, Les Borges Blanques és Puiggròs községekkel határos. Lakosainak száma 2081 fő (2024).

## Népesség
A település lakosságának változását az alábbi diagram mutatja:
| Lakosok száma | 546  | 2753 | 3213 | 2736 | 2385 | 2159 | 2480 | 2389 | 2144 | 2081 |
|               | 1717 | 1887 | 1936 | 1960 | 1986 | 2004 | 2009 | 2014 | 2019 | 2024 |